# Головченко, Юрий Алексеевич
Юрий Алексеевич Головченко (род.30 мая 1922 года, Омск, Российская Советская Республика, ум. июль 1999 года, Омск, Россия) — советский конькобежец, абсолютный чемпион СССР, 3-кратный чемпион СССР на отдельных дистанциях, многократный призёр и рекордсмен СССР. Заслуженный мастер спорта СССР (1952). Выступал за «Наука» (Омск).

## Биография
Юрий Алексеевич родился в семье выдающегося омского спортсмена и тренера Алексея Нестеровича Головченко. Свою любовь к спорту и конькам он перенял от своего отца, который 20 лет подряд становился чемпионом города Омска. Он начал кататься на коньках с 12 лет. В 1937 году 14-летний паренёк на официальных соревнованиях в Омске пробежал на беговых коньках 100 метров за 11,6 сек, а также установил два всесоюзных рекорда по группе юношей и беге на 1000 и 1500 метров.
В 1938 году его отец под крышей собственного дома создал первую в городе спортивную школу по конькобежному и велосипедному спорту. Только через 2 года она была признана официально, а её главный организатор стал директором и тренером. Лучшие велосипедисты и конькобежцы довоенных лет — это воспитанники школы Головченко. Среди них были старший сын Юрий, подававший большие надежды, и младший — Виталий.
Тренировки проходили прямо во дворе. Там было все необходимое: штанга, турник, кольца — всё самодельное. Благодаря этому «стадиону» Юрий даже установил рекорд по прыжкам в длину с места. Отец как-то увидел их и заявил сына на соревнования. Он там прыгнул, и сразу поставил рекорд Омской области, который был зарегистрирован официально.

### Военные годы
Сразу после окончания средней школы № 19 Юрия Головченко призвали на фронт. Это был 1941 год, самое начало Великой Отечественной войны. Сначала его определили в конный взвод, но поскольку он был «техником» и с лошадьми никогда дела не имел, его перевели в танковые войска. Он служил наводчиком танка Т-34. В нём он получил первое ранение — снаряд попал в амбразуру, и Юрия ранило в глаз. После лечения отправился в противотанковые войска. Третье ранение оказалось наиболее тяжёлым. В 1943 году в городе Сухиничи миной ему буквально разорвало мышцы на обеих ногах.
Сначала он попал в прифронтовой госпиталь, потом лечился в Подмосковье. Ему грозила ампутация, тогда отец Алексей Нестерович сделал всё, чтобы его направили в омский госпиталь. Здесь его и выходили. В 1944 году Юрий Алексеевич был демобилизован. В теле солдата были десятки осколков, но врачи вытаскивали только самые большие. Мелкие и совсем незаметные оставались в организме, но в последующие годы они нередко выходили из тела. Те же, что вонзились в Юрия Алексеевича навсегда, в итоге сказались на здоровье ветерана войны в конце жизни.

### Спортивная карьера
В том же 1944 году он пошёл получать высшее образование, поступив в Омский автодорожный институт, а в 1945-м принял участие в первых соревнованиях по конькобежному спорту. В 1946 году на первенстве Сибири и Дальнего Востока он выиграл дистанции 500 и 1500 м. В 1947-м впервые участвовал на чемпионате СССР в классическом многоборье, заняв 6-е место и выполнил норматив мастера спорта СССР, став кандидатом в сборную страны.
В 1948 году Юрий Головченко выиграл зимнюю Спартакиаду народов РСФСР в многоборье и выступил на чемпионате мира в Хельсинки, где занял 18-е место в общем зачёте многоборья. 1949 год омский конькобежец открыл январской победой в матче чемпионов городов и серебряной медалью чемпионата СССР в Москве, а в 1950 году он выступил просто отлично на дистанциях 5000 и 10 000 метров и стал чемпионом страны по сумме многоборья с результатом 197,566 балла.
В 1951 году Юрий Головченко выступил на IX Всемирных студенческих играх, которые с 1959 года стали именоваться Всемирными Универсиадами. Его выступление в Румынии стало триумфальным — он выиграл две золотые и две серебряные медали, став первым в стране спортсменом, кому удалось взойти на высшую ступень пьедестала почёта на столь престижных стартах. В марте он стал серебряным призёром чемпионата СССР в классическом многоборье. В 1952 году Юрию Алексеевичу по итогам Всемирных игр было присвоено звание Заслуженный мастер спорта СССР и получил награду — «Знак Почёта».
Юрий Головченко продолжал выступать до 1960 года и ещё не раз входил в шестёрку сильнейших на чемпионате страны и попадал на подиум всесоюзных соревновании. Продолжал кататься на коньках, лыжах и велосипеде, выступал на соревнованиях ветеранов и становился победителем в возрастной группе старше 70 лет. Теперь юные конькобежцы ежегодно разыгрывают Кубок имени Юрия Головченко. Работал в конструкторском бюро «Промавтоматика». Ушёл из жизни Юрий Алексеевич после продолжительной болезни в июле 1999 года. Сказались те самые осколочные ранения, которые он старался не замечать.

## Награды
- 1956 год — награждён «Знаком Почёта»
- награждён Медалью «За победу над Германией в Великой Отечественной войне 1941—1945 гг.»
- 6 апреля 1985 года — награждён Орденом «Великой Отечественной войны I степени»[9].
- 24 сентября 1966 года — награждён Орденом «Славы III степени»